# Kanton Les Trois-Îlets
Kanton Les Trois-Îlets is een voormalig kanton van het Franse departement Martinique. Kanton Les Trois-Îlets maakte deel uit van het arrondissement Le Marin en telde 7.084 inwoners (2007). Het kanton had een oppervlakte van 28,60 km² en een dichtheid van 248 inwoners per vierkante kilometer. Het werd zoals alle kantons van Martinique opgeheven op 1 januari 2016.

## Gemeenten
Het kanton Les Trois-Îlets omvatte uitsluitend de  gemeente Les Trois-Îlets.